# Want Some?
Want Some? là album phòng thu của ca sĩ người Anh Ed Sheeran, phát hành vào năm 2007 thông qua hãng đĩa Sheeran Lock.

## Danh sách bài hát
Tất cả các ca khúc được viết bởi Ed Sheeran.
| STT | Nhan đề                        | Phổ lời               | Phổ nhạc              | Thời lượng |
| --- | ------------------------------ | --------------------- | --------------------- | ---------- |
| 1.  | "You Break Me"                 |                       |                       | 3:01       |
| 2.  | "I'm Glad I'm Not You"         |                       |                       | 4:18       |
| 3.  | "You Need to Cut Your Hair"    |                       |                       | 2:54       |
| 4.  | "Sara"                         |                       |                       | 3:01       |
| 5.  | "Move On"                      | Ed Sheeran, Alonestar | Ed Sheeran, Alonestar | 3:57       |
| 6.  | "Yellow Pages"                 |                       |                       | 2:47       |
| 7.  | "Smile"                        |                       |                       | 3:09       |
| 8.  | "Postcards"                    |                       |                       | 2:54       |
| 9.  | "Two Blokes and a Double Bass" |                       |                       | 1:37       |
| 10. | "The West Coast of Clare"      | Andy Irvine           | Andy Irvine           | 5:14       |
| 11. | "I Can't Spell"                |                       |                       | 5:15       |

## Những người tham gia
Âm nhạc
- Ed Sheeran – Hát, guitar acoustic, guitar điện, djembe, beatbox
- Laurie Chapman – Dương cầm, biên khúc dương cầm
- Jack Pollitt – Bộ trống
- Julian Simmons – Tambourine
- Rex Horan – Contrabass
- Alonestar – rap

Sản xuất
- Julian Simmons – Sản xuất, hòa trộn âm thanh
- Denis Blackham – mastering